# Henry W. Edwards
Henry W. Edwards (New Haven, 1779. október – New Haven, 1847. július 22.) az Amerikai Egyesült Államok szenátora (Connecticut, 1823–1827).